# Därligen
Därligen je obec v kantonu Bern, v okrese Interlaken-Oberhasli. Žije zde  obyvatel.

## Geografie
Därligen se nachází v pohoří Berner Oberland na jižním břehu Thunského jezera. K obci patří vesnice Tracht na západě obce na břehu jezera a různé jednotlivé farmy a alpské louky na svazích hřebene Därliggrat. Sousedními obcemi ve směru hodinových ručiček od severu jsou Unterseen, Interlaken, Matten bei Interlaken, Wilderswil, Saxeten a Leissigen.
Vesnice leží na břehu jezera, zatímco obecní katastr zasahuje až k hřebenu Därliggrat.

## Historie

Letecký pohled (1956)

První zmínka o obci pochází z roku 1244 pod názvem Tedningen. Ve středověku patřilo území obce k panství Unspunnen, jehož politické osudy Därligen sdílel, a tak do roku 1515 přešel k Bernu a k panství Interlaken (od roku 1803 okres). Därligen  vždy patřil k farnosti Leissigen. Hlavní hospodářskou činností v této klimaticky příznivé obci byl rybolov, zemědělství a ovocnářství, stavba lodí a stavebnictví, jakož i vysokohorská činnost. Ve 30. letech 19. století získal Därligen svou první silnici a v roce 1872 se obec stala přestupní stanicí z parníku z Thunu na železnici Bödelibahn do Interlakenu. V roce 1893 byla železniční trať prodloužena do Spiezu.

## Obyvatelstvo
| Rok            | 1850 | 1880 | 1900 | 1930 | 1950 | 1980 | 1990 | 2000 | 2023 |
| Počet obyvatel | 362  | 370  | 375  | 374  | 361  | 295  | 352  | 359  | 416  |

## Doprava

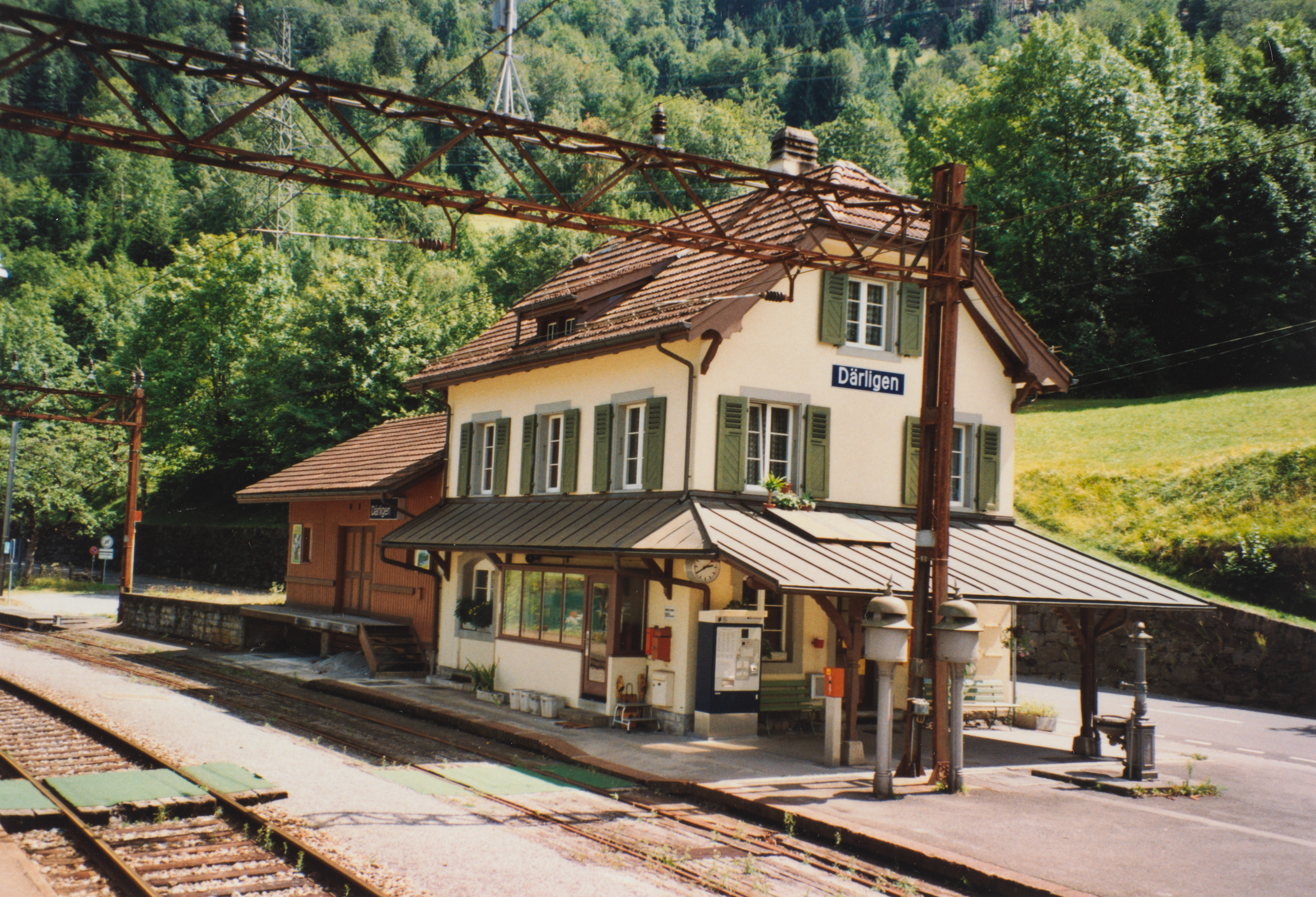
Železniční stanice

Därligen má železniční stanici na trati Bern – Thun – Interlaken. Trať provozuje společnost BLS AG. Od roku 2020 už v Därligenu žádné vlaky nezastavují. Obec je obsluhována autobusovou linkou mezi Interlakenem a Spiezem v hodinovém taktu a má přístup k dálnici A8.